# Josep Darder i Seguí
Josep Darder i Seguí (Palma, Mallorca, 1924-Tarragona, 2008) fou un geòleg mallorquí especialista en hidrologia i fill del també geòleg Bartomeu Darder i Pericàs (1895-1944).
De jove Darder es mudà a Tarragona on el seu pare havia aconseguit plaça com a catedràtic de l'institut. Juntament amb son pare, explorà el territori peninsular i balear, viatjant a peu i en bicicleta. Es llicencià en Ciències Naturals a la Universitat Complutense de Madrid el 1945. Entre els 1947 i 1948, impartí assignatures a l’Escola d’Enginyers de Mines de Madrid i a la Facultat de Ciències Naturals de Madrid. Entre els anys 1948 i 1949, s'establí al Laboratori de Geologia de la Mediterrània Occidental del Col·legi Francès a París, becat pel Govern francès. A partir de 1947, treballà com a geòleg professional, inicialment en la recerca d’aigües subterrànies, i amplià al llarg dels anys el seu camp de treball a pràcticament tots els àmbits de la geologia. Especialitzat en hidrogeologia, fou director de l’Empresa d’Aigües de Tarragona (AITASA), entre 1965 i 1974. Sota la seva direcció, AITASA fou una escola per a molts geòlegs de l’època i realitzà nombrosos estudis i dictàmens sobre captació de recursos hídrics en el subsol. El Col·legi de Geòlegs de Catalunya el reconegué com a Geòleg de l’Any 2007. Quan en els anys setanta el boom del turisme posà de manifest l’escassesa d’aigua a Mallorca, Josep Darder preparà un transvasament d’aigua pioner del riu Ebre a l’illa. Poc abans de morir, llegà al Govern de les Illes Balears milers de documents científics i familiars amb testimonis dels treballs científics de son pare, que havia estat alumne de Ramón y Cajal, premi Nobel de Medicina. Fou guardonat el 2008 amb el premi Ramon Llull per part del Govern de les Illes Balears.